# Isidrogalvia duidae
Isidrogalvia duidae är en kärrliljeväxtart som först beskrevs av Julian Alfred Steyermark, och fick sitt nu gällande namn av Robert William Cruden. Isidrogalvia duidae ingår i släktet Isidrogalvia och familjen kärrliljeväxter. Inga underarter finns listade.